# Gastrophryne
A Gastrophryne a kétéltűek (Amphibia) osztályába, valamint a békák (Anura) rendjébe és a szűkszájúbéka-félék (Microhylidae) családjába tartozó nem. Nevét az ógörög γαστήρ (has, pocak) és φρύνη (béka) szavakból alkották utalva megjelenésére.

## Rendszertani besorolása
A Gastrophryne nem közeli rökonságban áll a Hypopachus nemmel. Egyes fajok, melyeket korábban a Gastrophryne nembe soroltak, közelebbi kapcsolatban álltak a Hypopachus nemmel, parafiletikus csoportot alkotva. Ezt később javították, amikor a Gastrophryne usta és a Gastrophryne pictiventris fajokat a Hypopachus nembe helyezték át.

## Előfordulása
A nembe tartozó fajok az Amerikai Egyesült Államokban és Közép-Amerikában honosak.

## Rendszerezés
A nembe az alábbi fajok tartoznak:
- Gastrophryne carolinensis (Holbrook, 1835)
- Gastrophryne elegans (Boulenger, 1882)
- Gastrophryne mazatlanensis (Taylor, 1943)
- Gastrophryne olivacea (Hallowell, 1856)